# Andala og Sofiannguaq
Andala og Sofiannguaq er en dokumentarfilm instrueret af Ivars Silis efter eget manuskript.

## Handling
Andala og Sofiannguaq bosatte sig for seks år siden som nybyggere i Sydgrønland. Sammen med nogle få andre familier er de med ungdommeligt gåpåmod og pionérånd ved at skabe et lille samfund af fårefarmere. Stilfærdigt og usentimentalt samler dagenes og årstidernes gøremål sig til en rytme. En hård men meningsfuld rytme, familien rydder nye marker, sejler på indkøb til bygden, opdrager tre små børn, døber den yngste, fisker ørreder, klipper får og har overskud til åndelige interesser.... Filmen viser roligt og poetisk den sydgrønlandske natur og overlader Andala og Sofiannguaq fortællingerne om hverdagen og tankerne om fremtiden.